# オッズパーク・ファンセレクションin笠松
オッズパーク・ファンセレクションin笠松は日本の岐阜県地方競馬組合が笠松競馬場のダート1400mで施行していた地方競馬の重賞(SPIII）競走。2006年に創設。
名前のとおりオッズパークが協賛している3歳のオープン競走で、売り上げに苦戦していた笠松競馬を盛り上げるために作られた。出走馬は開催期間に出走申し込みを行った3歳馬の賞金上位50頭から、笠松競馬場とオッズパークでのファン投票により決定する(上位10頭が出走)。馬の調子等により出走できない場合は、繰り上げとなる。ファン投票をした人には抽選でプレゼント（笠松競馬場のペアシート、記念写真、ゼッケン等）が当たるキャンペーンを行っていた。

## 歴代優勝馬
| 回数  | 年月日        | 優勝馬             | 性齢 | 所属 | タイム | 優勝騎手 | 管理調教師 | 馬主                 |
| ----- | ------------- | ------------------ | ---- | ---- | ------ | -------- | ---------- | -------------------- |
| 第1回 | 2006年7月7日  | キムタツプリンセス | 牝3  | 笠松 | 1:28.4 | 大塚研司 | 柳江仁     | 加藤鈴幸             |
| 第2回 | 2007年7月6日  | マルヨスーパーラブ | 牝3  | 笠松 | 1:29.6 | 尾島徹   | 柴田高志   | 野村春行             |
| 第3回 | 2008年7月11日 | ケイゾク           | 牡3  | 笠松 | 1:27.9 | 佐藤友則 | 井上孝彦   | 武仲勝               |
| 第4回 | 2009年6月26日 | シルバーウインド   | 牝3  | 笠松 | 1:26.8 | 宇都英樹 | 藤ヶ崎一男 | （株）ジェイルハウス |